# Podzosol

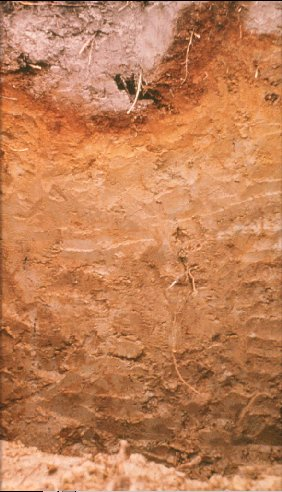
Un podzosol

Le podzosol, dans le référentiel pédologique français, appelé aussi podzol dans la Base de référence mondiale pour les ressources en sols ou spodosol dans la taxonomie des sols de l'USDA, est un type de sol lessivé qui se forme sous les climats froids et humides sur substrat au pH très acide. Il est très peu fertile pour l'agriculture.
Ce sont des sols caractérisés par un horizon O épais de type mor, un horizon E cendreux, décoloré et sans structure, et un horizon B dit spodique composé d'une accumulation de matières organiques (acides fulviques principalement) et d'oxydes de fer, appauvri en aluminium, plutôt siliceux.
Le mot « podzol » est d'origine russe et signifie « sous les cendres » (en russe : под, pod = « sous », зола, zola = « cendres ») et se réfère probablement à l'expérience des paysans russes qui avaient l'impression de trouver une sous-couche de cendres (couche lessivée ou horizon E) lors du premier labourage d'un sol vierge de ce type.

## Répartition
C'est un sol des régions froides et humides que l'on retrouve notamment sous les taïgas (nord de l'Ontario ou de la Russie). Il accompagne également — mais plus rarement — certaines forêts tempérées de conifères, ainsi que des régions chaudes comme certaines parties des landes de Gascogne ou de la Floride, où les sols sablonneux ont des nappes phréatiques fluctuantes (variantes humiques du podzol nordique ou Humod).
Ce sol occupe près de 4 % des terres émergées (et non gelées).

## Végétation
Sur les podzosols poussent des conifères, mais aussi des fougères et bruyères. Ces types de sols sont le plus souvent pauvres et peu adaptés à l'agriculture mais les plus limoneux bien drainés peuvent être très productifs pour les cultures, si on pratique un chaulage et un apport d'engrais.
Étant donné que ces podzols sont généralement corrélés à la taïga ou autres forêts de résineux, normalement confinées aux zones froides où les processus biologiques sont ralentis, la régénération naturelle du sol prend un temps extrêmement long par rapport au temps qu'il a fallu pour le dégrader.

## Formation

### Mécanisme
La podzolisation est la destruction des argiles par des acides organiques.
Il s'agit du transport de substances sous forme de chélats, c'est-à-dire de complexes organométalliques, formés par des molécules organiques et des métaux comme le fer ou l'aluminium.
Les conditions pour la podzolisation sont :
- climat humide et froid ;
- roche perméable ;
- milieu fortement acide (du fait de la roche-mère ou de la végétation acidifiante, comme la plupart des conifères ou les éricacées).

Sous ces conditions, la percolation d'eau produira un lavage intense du sol et entraîne les particules métalliques en profondeur. Ceci a pour effet, d'une part d'acidifier le sol en surface, et d'autre part de précipiter les métaux en profondeur.
L'acidité superficielle provoque une altération des minéraux de l'argile, qui chaque fois libèrent des éléments qui subissent la lixiviation par les eaux d'écoulement, et enrichissent le milieu en minéraux résistants (quartz, fer, aluminium...). Ceux-ci sont ensuite complexés par les molécules organiques et entraînés vers les horizons plus profonds.
À la surface le sol sera blanchâtre, typique de l'horizon E, appauvri en matière organique et enrichi en quartz.
Le podzosol se forme sur une roche-mère grossière non calcaire comme des sables, des grès ou des quartzites.
L'humus qui caractérise le podzosol est de type mor.

### Acidification des sols et podzolisation
L'acidification d'un sol peut conduire à sa podzolisation ou bien accélérer ce processus lorsqu'il est déjà en place. L'acidification des sols est une tendance anthropogénique lourde :
« 
L'acidification des sols a plusieurs origines, souvent conjuguées :
- Les dépôts acidifiants ou d'azote sous forme ammoniacale issus des activités humaines, qui sont une des causes principales car les acides apportés sont forts.
- L’acidification naturelle, liée aux acides organiques (en général faibles) libérés par l'activité des organismes vivants du sol lors de la décomposition de la litière et des radicelles. Certains résineux à feuilles coriaces (épicéas, pins sylvestres) sont réputés avoir une litière "acidifiante", contrairement aux résineux à feuilles tendres (douglas, sapin) ;
- L'acidité due à la croissance des arbres : au cours de la croissance, les arbres absorbent plus de cations que d'anions, or, à chaque fois qu'elles absorbent des cations nutritifs, les racines excrètent des protons. Ainsi, plus la croissance est forte, plus le sol s'acidifie. »

— P. RIOU-NIVERT, Les Résineux: Écologie et pathologies (2005), p.84
Dans le cas de peuplements et plantations de résineux, leur rôle direct dans l'acidification des sols est controversé. Deux facteurs sont à examiner :

Litières et acidification :
« À l'origine des transformations observées sous résineux, il y a la composition de la litière. Les aiguilles de conifères sont riches en lignine et contiennent dans leur cuticule des substances lipidiques de la famille des résines, des bitumes et des cires. Ces substances sont difficilement dégradées par les agents microbiens de la minéralisation ; la décomposition se fait donc lentement (5 à 7 ans pour l'épicéa) et la litière a tendance à s'accumuler. Cette décomposition libère par ailleurs des acides organiques susceptibles de contribuer à l'acidification des horizons de surface.

Cependant, comme nous l'avons vu, il ne s'agit là que d'une des composantes du phénomène général d'acidification des sols dont la cause principale est l'augmentation des dépôts atmosphériques liée à la pollution. Nous avons signalé que les résineux avaient malheureusement, du fait de leur feuillage dense et persistant, un pouvoir de filtrage de l'air bien supérieur à celui des feuillus et concentraient les effets de cette pollution. Pourtant, pendant longtemps, le phénomène d'acidification a été attribué à la seule composition de la litière des résineux. »— Id. p.143-144
Règles sylvicoles importantes :
« Sur les sols sensibles à la dégradation [...] un minimum de précautions s'impose, valables également d'ailleurs pour les sols "intermédiaires" (en général acides).

Tout d'abord, voici ce qu'il ne faut pas faire : planter un résineux très productif et acidifiant, à forte densité, ne pas l'éclaircir et faire une coupe rase vers 40 ans en emportant les arbres entiers sur un chantier de façonnage. On est alors sûr d'exporter le maximum d'éléments minéraux et d'altérer la fertilité de la station. On reconnaît là, malheureusement, la sylviculture simpliste appliquée récemment encore à l'épicéa dans bien des secteurs de l'Est de la France, ou d'ailleurs. »— Id. p.150

## Profil
Généralement on distingue les horizons suivants dans le cas des podzosols:
LFH - Ah - Ahe - É - Bh - Bs – Bv ou BC - C
- Horizons organiques : L (la litère), F (horizon fibrique), H (horizon humique)
- L'horizon A, situé sous les horizons organiques
  - Ah (moins de 30 % de carbone organique)
  - Ahe (moins de 17 %, teintes de gris, structure lamellaire)
  - AE/É (horizon éluvial, couleur claire, essentiellement minéral)
- L'horizon B, horizon minéral
  - Bh (plus de 1 % de carbone organique, moins de 0,3 % de fer)
  - Bs (contient des sels solubles décelables)
  - Bv (horizon de matière minérale, brun) ou BC (horizon cimenté à la roche mère, se retrouve dans les sous-groupes à orstein, placiques, duriques)
- C (horizon minéral peu touché par la pédogenèse des étages supérieurs, sauf dans les cas de gleyification)

## Différents types

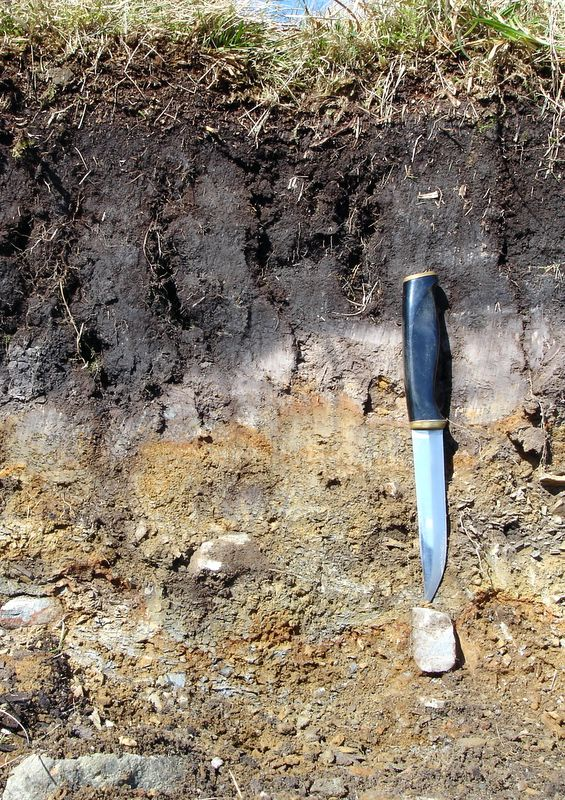
Podzosol humique

On remarque 3 grands groupes de podzosol :
- le podzosol humique
- le podzosol ferro-humique
- le podzosol humo-ferrique.

### Podzosol humique
Il se rencontre dans des régions côtières et ainsi que dans des régions intérieures élevées qui possèdent toutes deux des conditions climatiques humides et fraîches, mais également dans des dépressions tourbeuses.
Leur horizon Bh mesure au minimum 10 cm et est d'une teinte très sombre (presque noir), contrairement aux 2 autres groupes de podzosols qui possèdent plus de 0,6 % de fer dans leur horizon B, le podzosol humique contient moins de 3 % de ce dernier.
Il comprend 5 sous-groupes: les podzosols humiques orthique, à orstein, placique, durique et fragique.

### Podzosol ferro-humique
Dans le cas du podzosol ferro-humique, on distingue une couche humique de type mor ainsi qu'un horizon Ae élevé et clair, on retrouve plus de 5 % de carbone organique dans les 10 premiers centimètres de l'horizon Bhf.
Les sous-groupes du podzosol ferro-humique sont au nombre de 10: orthique, à orstein, placique, durique, fragique, luvisolique, sombrique, gleyifié, à orstein gleyifié, sombrique gleyifié.

### Podzosol humo-ferrique
La principale caractéristique de ce groupe est sa teneur en carbone organique dans l'horizon Bf, moins de 5 %.
On peut noter que la majeure partie des podzosols typiques sont des podzosols de type humo-ferrique.
On compte également 10 sous-groupes au podzosol humo-ferrique: orthique, à orstein, placique, durique, fragique, luvisolique, sombrique, gleyifié, à orstein gleyifié, sombrique gleyifié.